# Roberto Streit
Roberto Streit, född den 17 november 1983 i Rio de Janeiro, Brasilien, är en brasiliansk racerförare.

## Racingkarriär
Streit inledde sin formelbilskarriär i italienska formel Renault 2002, där han blev fyra i mästerskapet. Samma år blev han nia i Formel Renault Eurocup, vilket han upprepade året därpå, då han återigen blev fyra i Italien. 2004 blev Streit tia i F3 Euroseries, och dessutom trea i rookiemästerskapet. Efter att ha avslutat den säsongen med en tredjeplats på Hockenheim, flyttade Streit till det Japanska F3-mästerskapet, där han 2005 blev sexa. Han följde upp det genom att bli tvåa i mästerskapet både 2006 och 2007, innan han flyttade upp till formel Nippon. 2008 slutade Streit på trettonde plats i serien. Till säsongen 2009 flyttade Streit till FIA GT, där han tillsammans med Enrique Bernoldi vann på Circuit Paul Ricard under hösten.